# Socata TBM 700
Die Socata TBM 700 ist eine Flugzeug-Modellreihe des französischen Herstellers Socata. Es handelt sich um einmotorige Geschäftsreiseflugzeuge, die von einem Turboproptriebwerk angetrieben werden und über eine Druckkabine verfügen.

## Entwicklung
Die TBM 700 wurde von Socata in Zusammenarbeit mit dem amerikanischen Hersteller Mooney entwickelt, wobei Mooney sich später aus dem Programm wieder zurückzog. Der Erstflug fand am 14. Juli 1988 statt. Die TBM 700 besteht im Wesentlichen aus konventionellen Werkstoffen mit nur einem kleinen Anteil von Faserverbundwerkstoffen. Sie wurde als Hochleistungs-Turbopropflugzeug entwickelt und bietet eine vergleichbare Größe und Flugleistungen wie zweimotorige Turboprops, beispielsweise der Beechcraft-King-Air-Serie. Durch den Wegfall eines Motors sind aber die Anschaffungs- und Betriebskosten geringer.

## Nutzung
Vom Grundmodell TBM 700, welches das schnellste der Serie ist, wurden insgesamt ca. 100 Stück gebaut.
Die darauf folgenden Modelle TBM700a, TBM700b, TBM700c, TBM700c2 wurden immer luxuriöser und damit auch schwerer. Dass sich das bei der Flugleistung bemerkbar gemacht hat, hat dem Ruf der TBM nicht geschadet. An der TBM fällt am linken Flügel das Wetterradar auf, welches es dem Piloten ermöglicht, die aktuelle Wettersituation voraus in Flugrichtung zu überwachen. Des Weiteren charakteristisch sind die zwei großen Abgasrohre, die sich links und rechts hinter dem Propeller befinden.
Eine Weiterentwicklung ist die Socata TBM 850 mit gleicher Zelle und leistungsstärkerem Antrieb. Es gibt auch eine Frachtversion, die als TBM 700C bezeichnet wird. Am 19. September 2016 wurde die 800. Maschine aus der Turbopropreihe TBM ausgeliefert, die seit 1990 produziert wird.
Konkurrenzmuster sind beispielsweise die Piper Meridian und die Pilatus PC-12.

## Militärische Nutzer
Frankreich
- Französische Luftstreitkräfte: 16×[2]
- Französisches Heer: 12×[2]
- Gendarmerie nationale:  15×

## Technische Daten
| Kenngröße            | Daten                                                      |
| -------------------- | ---------------------------------------------------------- |
| Besatzung            | 1 Pilot, Copilot optional                                  |
| Passagiere           | bis zu 5                                                   |
| Länge                | 10,64 m                                                    |
| Spannweite           | 12,68 m                                                    |
| Höhe                 | 4,35 m                                                     |
| Flügelfläche         | 18,0 m²                                                    |
| Leergewicht          | 1860 kg                                                    |
| Startgewicht         | 2984 kg                                                    |
| Reisegeschwindigkeit | maximal 555 km/h, optimal 450 km/h                         |
| Dienstgipfelhöhe     | 31.000 ft                                                  |
| Reichweite           | maximal 2870 km                                            |
| Triebwerke           | ein Pratt & Whitney Canada PT6A-64 mit 520 kW Nennleistung |